# Берберов, Лев Львович
Лев Львович Берберов (1914—1978) — архитектор, хозяин известных львов-киноартистов.

## Архитектор
В 1937 году закончил Бакинский индустриальный институт. Затем год провёл в мастерской академика архитектуры К. Алабяна. Следующие три года был архитектором Ленинского района Москвы. Во время Великой Отечественной войны работал в центре управления военного проектирования.
Берберов был главным архитектором Горловки, а затем, трижды становился главным архитектором города Сталино (теперь Донецк). Впервые назначен на эту должность 21 июня 1945 года, сменив на этом посту предыдущего главного архитектора города Алексея Аввакумовича Мизерницкого. После переезда из Горловки в Донецк в газете «Социалистический Донбасс» вышла статья, в которой Берберов обвинялся в том, что в Горловке оставил долги по коммунальным платежам и вывез всё из казённой квартиры: телефон, плиту, встроенную мебель, вплоть до выключателей и электрических патронов. 25 июля 1947 года был переведён в резерв приказом Управления по делам архитектуры при Совете Министров УССР. Во время работы Берберова главным архитектором велись работы по восстановлению инфраструктуры города и зданий, разрушенных войной: шахт, заводов, корпусов Донецкого индустриального института, Центрального универмага, Государственного банка и других. Было завершено строительство плотины на реке Кальмиус, по которой прошёл проспект Дзержинского, соединивший посёлок Калиновка с центром города. В результате строительства этой плотины образовалось Нижнекальмиусское водохранилище.

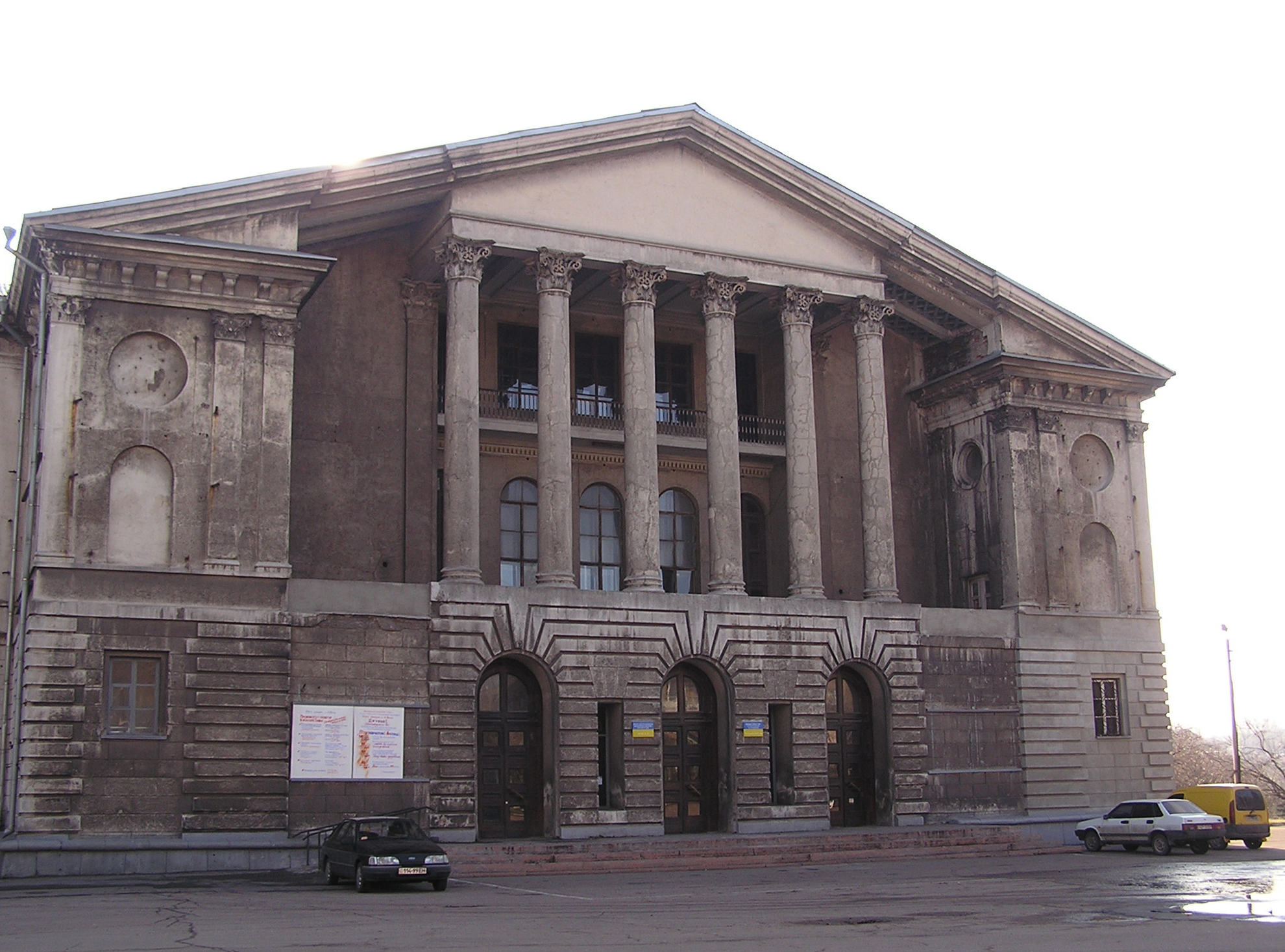
Дворец культуры им. И. Франко

По его проекту был восстановлен и реконструирован Дворец культуры им. И. Франко.
В 1949 году Берберов и архитекторы В. М. Орехов, Т. И. Бондаренко разработали для Гипрограда план формирования общественного центра города, а в 1953 году разработали проект детальной планировки центра Сталино, в который внесли существенные изменения по сравнению с планом 1949 года.
В 1952 году вновь занял должность главного архитектора Сталино, через четыре года переведён в Горловку. Из Горловки Лев Львович ненадолго вернулся в Сталино, но вскоре оставил свою донецкую семью и переехал в Баку, где создал новую семью. В Баку Берберов работал в институте «Бакгипрогор».

## Львы
В Баку семья Берберовых держала в домашних условиях крупных хищных животных: львов, пуму. Их питомцы снимались в различных художественных фильмах. О семье была снята киноповесть «У меня есть лев». Глава семьи оставил работу архитектора и стал заниматься только своими животными.
В 1973 году льва Кинга I застрелил молодой милиционер Александр Гуров.

Никогда Александр Иванович не мог себе представить, что его имя, судьба, карьера будут связаны со львом. Молодой лейтенант, сотрудник Гагаринского РОВД Москвы Александр Гуров нёс службу, когда получил информацию, что на его территории лев, снимающийся в кинофильме «Невероятные приключения итальянцев в России», напал на человека. Он немедленно выехал на место происшествия. Увидев страшную картину: разъярённого льва, в пасти которого находился неизвестный гражданин, принял единственно верное решение — стрелять во льва на поражение. И разрядил всю обойму табельного Макарова. Сражённый пулями лев упал навзничь, разжав пасть. Человек хотя и получил тяжёлые увечья, но был спасён. Позднее он в знак благодарности преподнёс Гурову подарок, который хранится до сих пор — радиоприёмник с гравировкой «Александру Ивановичу Гурову. Спасибо за жизнь. Володя Марков»— Гуров и лев, «Петровка, 38»
Однако, в газете «Теленеделя» ситуация описана совсем по-другому: молодой человек сам залез в вольер со львом, желая показать смелость своей девушке. Лев направился к парню, девушка закричала, на крик прибежал недалеко находившийся милиционер Гуров и выстрелил в льва. Лев остановился и повернулся, чтобы уйти на место. Парень уже перелез за ограду, но милиционер выпустил в льва всю обойму. На следующий день газеты написали, что блюститель порядка спас молодого человека от неминуемой гибели.
В 1978 году Берберов умер от инфаркта, и его семья перестала справляться со львами. 24 ноября 1980 года лев Кинг II убил сына Берберова — Романа — и ранил вдову Нину Берберову
Впоследствии Нина Берберова вышла замуж за актера Азербайджанского государственного драматического театра Кязыма Абдуллаева, который помогал ей справиться с психологическими и физическими травмами. Она умерла в 2018 году.